# Subic Bay
14°45′N 120°13′Ø / 14.750°N 120.217°Ø
Subic Bay er en bugt, som udgør en del af Luzonhavet på vestkysten af øen Luzon på Filippinerne, omkring 100 km nordvest for Manilabugten. Ved dens kyst lå der tidligere en stor amerikansk flådebase U.S. Naval Base Subic Bay. Nu er der et industri og handelsområde, som har navnet Subic Bay Freeport Zone.

## Skibsvrag i Subic Bay
Hovedparten af vragene i Subic Bay stammer enten fra den Spansk-amerikanske krig i 1898 eller fra 2. verdenskrig, hvor en række japanske skibe blev sænket af amerikanske fly.
El Capitan var et fragtskib på næsten 3.000 ton og knap 130 meter langt. Det sank i Subic Bay hvor det sidder på en skrånende bund.
Helvedesskibet Oryoku Maru: Den 15. december 1944 sank det med 1.619 amerikanske og britiske krigsfanger om bord. Skibet blev sænket af et kraftig bombardement fra amerikanske jagere mens det var på vej fra Subic Bay til Japan. Skibet var under en halv kilometer fra Alava kajen da det blev angrebet. Omkring 300 fanger døde under den korte rejse fra Manila og under angrebet.
Seian Maru: Under et luftangreb mod Subic Bay blev det 3.712 ton tunge fragtskib Seian Maru bombet og sænket. Det skete blot fire dage efter sænkningen af Oryoku Maru den 19. december 1944.
LST (Landing Ship Tank) Dette er et af de store LSTer som er spredt på bunden af Subic Bay. Det fik åbnet bundventilerne i 1946 i midten af Subic Bay mellem den sydlige ende af landingsbanen og Grande Island.
Den gamle USS New York, som var blevet omdøbt til USS Rochester i 1917. Ved starten på den japanske invasion af Filippinerne, fungerede dette skib som flydende værksted og lager. Selv om det allerede var taget ud af tjeneste var det pansrede skrog for værdifuldt til at man kunne lade det erobre, så bundventilerne blev åbnet i december 1941 af amerikanske styrker.
San Quentin: Under den Spansk-amerikanske krig i 1898, lod spanierne deres egen San Quentin gå ned i håb om at blokere passagen mellem Grande Island og Chiquita Islands ved mundingen af Subic Bay.